# Diego de Almagro (miasto)
Diego de Almagro – miasto w Chile, w regionie Atakama, w prowincji Chañaral.